# Кузин, Пётр Кузьмич
Пётр Кузьмич Кузин (26 июня 1927 — 10 мая 1998) — передовик советского сельского хозяйства, тракторист Толстихинской МТС Уярского района Красноярского края, Герой Социалистического Труда (1949). 

## Биография
Родился в 1927 году в селе Воронино Минусинского округа Абаканского района Красноярского края в крестьянской семье. Русский 
Завершив обучение в начальной школы, стал трудиться плотником в местном колхозе. После окончания курсов механизаторов, начал работать трактористом Толстихинской МТС. 
По итогам сельскохозяйственных работ в 1948 году тракторист Кузин получил урожай 22,7 центнера с гектара на площади 254 гектара. 
Указом Президиума Верховного Совета СССР от 1 июня 1949 года за получение высокого урожая пшеницы Петру Кузьмичу Кузину было присвоено звание Героя Социалистического Труда с вручением ордена Ленина и медали «Серп и Молот».
С начала 1980-х годов работал в местном колхозе кузнецом. В 1987 году вышел на заслуженный отдых.  
Проживал в родном селе Воронино. Умер 10 мая 1998 года.

## Награды
За трудовые и боевые успехи был удостоен:
- золотая звезда «Серп и Молот» (01.06.1949)
- орден Ленина (01.06.1949)
- другие медали.